# (14702) Benclark
(14702) Benclark (2000 AY242) – planetoida z grupy pasa głównego asteroid okrążająca Słońce w ciągu 5,16 lat w średniej odległości 2,98 j.a. Odkryta 7 stycznia 2000 roku.